# Argia difficilis
Argia difficilis är en trollsländeart som beskrevs av Selys 1865. Argia difficilis ingår i släktet Argia och familjen dammflicksländor. Inga underarter finns listade i Catalogue of Life.